# تپه شهر سوخته ۴۹
تپه شهر سوخته شماره ۴۹ مربوط به هزاره سوم و ۲ قم است و در شهرستان زابل، بخش شیب آب، ۹/۷ کیلومتری شرق جاده واقع شده و این اثر در تاریخ ۳۰ تیر ۱۳۸۴ با شمارهٔ ثبت ۱۲۱۳۸ به‌عنوان یکی از آثار ملی ایران به ثبت رسیده است.